# Blocus de la bande de Gaza de 2007
Pour les articles homonymes, voir Siège ou bataille de Gaza.
Ne doit pas être confondu avec Blocus de la bande de Gaza de 2023.

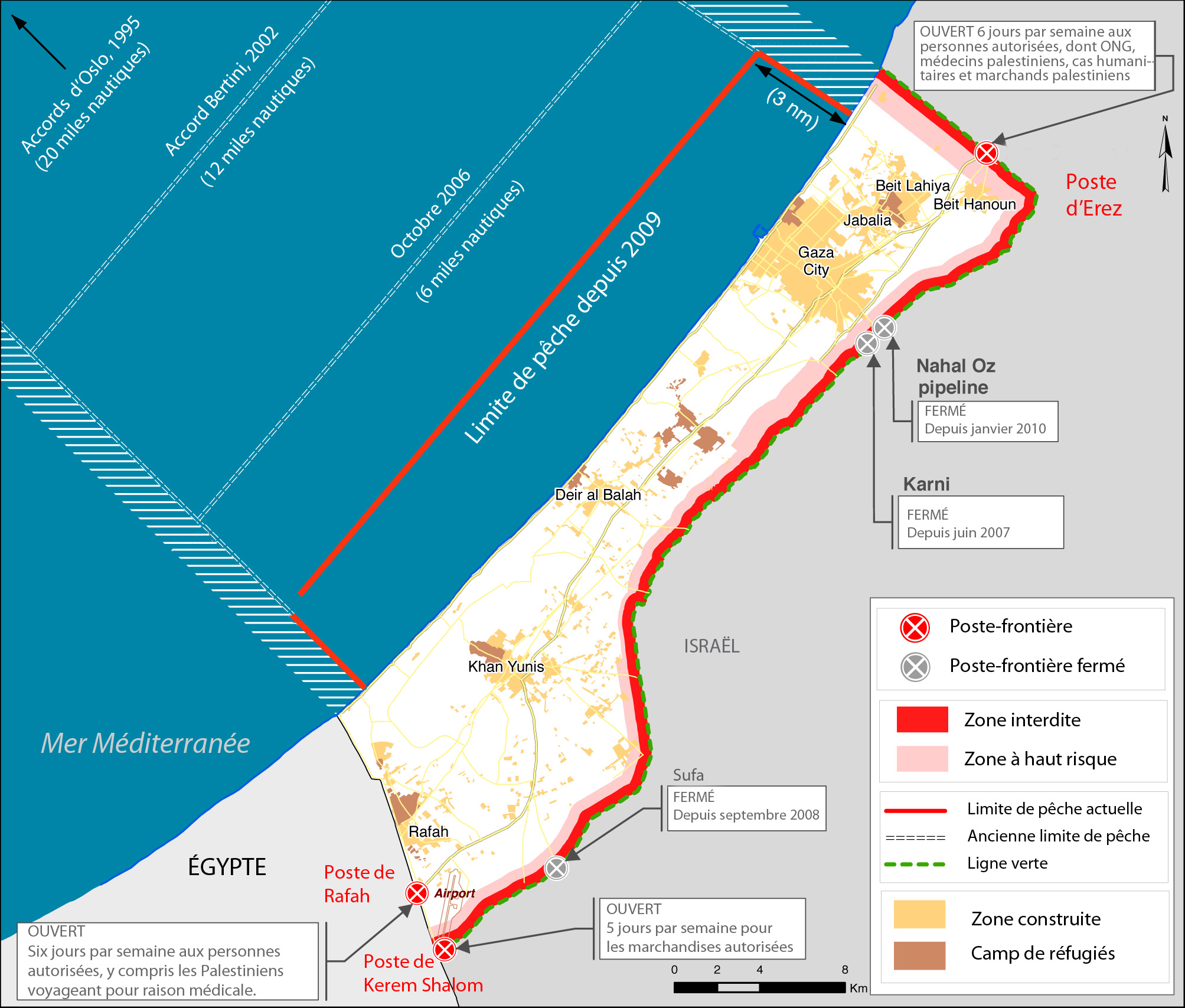
Blocus de la bande de Gaza (septembre 2012).

Le blocus de la bande de Gaza de 2007 est un blocus de la bande de Gaza imposé par Israël, avec l'appui de l'Égypte, depuis la prise de contrôle par le Hamas en juin 2007.
En 2005, après 38 ans d'occupation, faisant suite à la conquête du territoire lors de la guerre des Six Jours en juin 1967, le gouvernement israélien retire ses forces armées, ses forces de police civile et militaire, évacuant aussi les 21 colonies juives (peuplées alors d'environ 7 000 personnes) de la bande de Gaza.
Le Hamas remporte les élections législatives palestiniennes de janvier 2006, puis gouverne la bande de Gaza après en avoir évincé le Fatah lors d'affrontements armés. En guise de sanction collective, Israël impose avec l'appui de l'Égypte, à partir du 14 juin 2007, un siège sans précédent aux quelque deux millions d’habitants de ce territoire.
Quand le Hamas prend le contrôle de la bande de Gaza, l'Égypte et Israël ferment leurs postes-frontières avec Gaza, car les forces du Fatah et de l'Autorité palestinienne ont dû fuir la bande de Gaza et ne peuvent plus y assurer la sécurité. L'Égypte craint que le contrôle du Hamas sur Gaza n'y accroisse l'influence iranienne. Le ministre des Affaires étrangères égyptien Ahmed Aboul Gheit explique aussi que l'ouverture du poste-frontière de Rafah, le seul sur la frontière entre l'Égypte et la bande de Gaza, délégitimerait l'Autorité palestinienne. Israël, de son côté, déclare que le blocus est nécessaire pour protéger les citoyens israéliens du terrorisme, des attaques de roquettes et de toute autre activité hostile et pour empêcher l'entrée à Gaza de marchandises à usage militaire.
Le Conseil de sécurité des Nations unies demande dans sa résolution 1860 du 8 janvier 2009, « que l’aide humanitaire, y compris les vivres, le carburant et les traitements médicaux, puisse être distribuée sans entrave dans tout Gaza » et aux États membres de « prévenir le trafic d’armes et de munitions et [d']assurer la réouverture durable des points de passage ».
Le blocus a été allégé le 1er juin 2010 par l'ouverture du poste-frontière de Rafah pour certaines marchandises, puis plus largement par l'Égypte à partir du 28 mai 2011 à la suite de la révolution égyptienne de 2011.
Le blocus de Gaza par Israël a coûté 17 milliards de dollars au territoire palestinien (soit six fois la valeur de son PIB), qui a vu son PIB par personne chuter de 27 % et le chômage grimper de 49 % entre 2007 et 2018, souligne un rapport de l'Organisation des Nations unies (ONU) publié en novembre 2020.

## Prélude
En 2005, après 38 ans d'occupation, Israël retire ses forces armées et supprime les 21 colonies situées de la bande de Gaza. Toutefois, ce désengagement est unilatéral, sans coordination avec l'Autorité palestinienne.
À la suite de la victoire l'année suivante du Hamas aux élections législatives palestiniennes, Israël impose des contraintes politiques et économiques à la bande de Gaza. En 2007, la bande de Gaza est décrétée « territoire hostile ». En 2008, l'accès maritime est réduit par la Notice to mariners No. 6/2008 qui délimite une zone maritime et prohibe le transport maritime. En outre, la bande de Gaza ne possède pas d'infrastructures portuaires. Les aides humanitaires transitent donc par le port israélien d'Ashdod avant d'être transférées à Gaza. Israël mène une guerre de 2008 à 2009, causant plus de 1 300 morts. Le 6 juin 2009, le blocus maritime israélien de la bande de Gaza est annoncé par la Notice to Mariners No. 1/2009. Israël instaure les mesures pour empêcher l'entrée de biens et de personnes dans la bande de Gaza et pour affaiblir le Hamas[réf. non conforme].

## Contexte
En 1967, à la suite de la guerre des Six Jours, les Israéliens occupent toute la Cisjordanie, Jérusalem-Est et la bande de Gaza. La circulation des Palestiniens entre Gaza et la Cisjordanie n'est pas autorisée par les autorités occupantes. Après 1972, des permis de sortie sont distribués, qui permettent aux habitants des territoires occupés de se déplacer librement.
En juin 1989, dans le contexte de la première Intifada, interviennent les premières restrictions à ces permis de sortie. Dans la bande de Gaza, le gouvernement israélien impose un système de cartes magnétiques, dont seuls les porteurs sont autorisés à entrer en Israël depuis la bande de Gaza. Les prisonniers relâchés et les anciens détenus administratifs ne peuvent pas obtenir une carte.
En janvier 1991, dans le contexte de la guerre du Golfe, les autorités israéliennes suspendent les permis de sortie généralisés ; chaque résident des territoires occupés qui veut entrer en Israël doit demander et obtenir un permis personnel. La révocation des permis généralisés marque le début de la politique de « bouclage » des territoires, dont la bande de Gaza. En 1993, à la suite de l'assassinat de 9 civils et 6 militaires israéliens, Israël impose un bouclage total des territoires « jusqu'à nouvel ordre ». C'est à ce moment que sont mis en place les « checkpoints » (points de contrôle)[réf. nécessaire]. Les points de passages sont rouverts, mais les permis accordés beaucoup plus parcimonieusement.
Quand éclate la seconde intifada, pendant quelques mois, il est impossible pour les Palestiniens de se rendre en Israël ou de circuler entre Gaza et la Cisjordanie.
Depuis 2001, les travailleurs palestiniens sont autorisés à se rendre en Israël en nombre limité et d'autres sont autorisés à se rendre en Israël pour raisons médicales, pour le commerce, ou d'autres raisons mais en nombre restreint. Les territoires occupés sont, depuis, régulièrement bouclés, à la suite d'actes de violence de la part de Palestiniens ou à l'occasion de fêtes juives.
En octobre 2004, Ariel Sharon (alors premier ministre d'Israël) prononce un discours historique devant la Knesset dans lequel il prône un désengagement unilatéral israélien de Gaza.
Président de l'Autorité palestinienne depuis 1996, Yasser Arafat décède en France, dans un hôpital militaire, le 11 novembre 2004 et des élections présidentielles sont organisées en janvier 2005, lors desquelles Mahmoud Abbas remporte une écrasante majorité.
En décembre 2004, se tiennent les premières élections municipales dans les territoires palestiniens depuis 1967. Le Hamas, dont c'est la première participation à un scrutin, remporte une nette victoire, en Cisjordanie notamment. Ces résultats constituent un choc pour les partisans du Fatah et de violents affrontements éclatent à Gaza dès le mois de février 2005 entre partisans du Hamas et du Fatah.
Le 17 août 2005, le gouvernement israélien ordonne à l'armée et à la police israéliennes l'évacuation des quelque 7 000 personnes habitant les 21 colonies israéliennes de la bande de Gaza. Le 22 août 2005, Israël termine l’évacuation de ses ressortissants de la bande de Gaza. Le 12 septembre 2005, les derniers soldats israéliens quittent la bande de Gaza, après 38 ans d'occupation. Toutefois, l'espace aérien, maritime et les frontières restent contrôlées par Israël.
Le 15 novembre 2005, Condoleezza Rice annonce que l'Autorité palestinienne et Israël sont parvenus à un accord sur la liberté de mouvement des Palestiniens à Gaza. L'accord prévoit notamment qu'Israël facilite la circulation entre Gaza et la Cisjordanie, et accepte que ses soldats ne soient pas présents au point de passage de Rafah entre Gaza et l'Égypte, dont la sécurité doit être assurée par un contrôle conjoint israélo-palestinien par vidéo-surveillance, sous supervision européenne. La construction d'un port à Gaza est évoquée dans l'accord. Le 25 novembre, le point de passage de Rafah (fermé depuis le retrait israélien en septembre) est rouvert à la circulation.
Du 25 au 29 janvier 2006, le Hamas participe aux élections législatives palestiniennes de 2006 et remporte 76 des 132 sièges du Conseil législatif palestinien. Ces résultats constituent un choc, tant pour les gouvernements occidentaux et israélien, que pour les partisans du Fatah. L'annonce des résultats donne lieu à des protestations et à de violentes altercations entre partisans du Hamas et du Fatah. Le gouvernement israélien et le Quartet pour le Moyen-Orient annoncent rapidement que la reconnaissance du futur gouvernement palestinien — donc le versement des aides financières — sera soumis à trois conditions : 1/ renoncer à la violence, 2/ reconnaître l'État d'Israël, 3/ accepter les précédents accords israélo-palestiniens, conditions refusées par le Hamas.
Le 21 février 2006, Ismaël Haniyeh est nommé premier ministre de l'Autorité palestinienne. Les tensions inter palestiniennes s'intensifient.
En mars 2006, les sanctions économiques sont prononcées contre l'Autorité palestinienne (par le Quartet et Israël).
Le 10 juin 2006, à la suite de l'explosion de la plage de Gaza qui causa la mort de huit personnes (dont trois enfants) d'une même famille palestinienne, le Hamas rompt une trêve de seize mois. Le 25 juin 2006, des combattants palestiniens attaquent un poste militaire de l'armée israélienne, tuent deux soldats et capturent Gilad Shalit. L'attaque, qui a fait deux morts côté palestinien, est revendiquée conjointement par les Brigades Izz al-Din al-Qassam (branche armée du Hamas), le Comité de résistance populaire et l'Armée de l'islam (groupe créé à la fin de 2005 se réclamant du courant d’Al-Qaïda),.
En mars 2007, le Hamas et le Fatah forment un gouvernement d'unité nationale palestinienne dirigé par Ismaël Haniyeh. Le président de l'autorité palestinienne Mahmoud Abbas le dissout le 14 juin suivant et décrète l'état d'urgence après plusieurs mois de violents affrontements entre les membres du Hamas et ceux du Fatah. Le lendemain, le Hamas prend le contrôle de la bande de Gaza. En une semaine de combats, le bilan est de 116 morts et plus de 550 blessés selon le CICR.
En juin 2007, dans la foulée de la prise de contrôle de la bande de Gaza par le Hamas, l’Égypte et Israël scellent leurs passages frontaliers avec Gaza au motif que les forces du Fatah ayant pris la fuite, la sécurité des points de passages n’est plus assurée du côté palestinien[réf. non conforme].

## Conséquences du blocus

### Restrictions
Le blocus imposé par Israël sur la bande de Gaza a été très sévère de septembre 2007 à juin 2010. Presque tous les produits commerciaux ont été interdits d'importation, sauf quatre-vingt-trois produits qui ont été autorisés à un moment ou un autre[réf. nécessaire]. Les organisations humanitaires ont pu apporter une quantité limitée[réf. nécessaire] d'aide humanitaire. Le blocus comprenait également des restrictions à la fourniture d'électricité par Israël. B’Tselem, une ONG israélienne active dans le domaine des droits de l'homme, considère que ces interruptions de l'approvisionnement électrique constituent une forme de punition collective, donc contraires au droit international[réf. non conforme]. En mai 2010, des documents obtenus au tribunal par Gisha, un groupe israélien de défense des droits de l'homme, montrent que le blocus a été mis en place principalement comme moyen de pression psychologique pour forcer les habitants de la bande de Gaza à chasser le Hamas du pouvoir[réf. non conforme].

### Les obligations humanitaires d'Israël
Dans un rapport de 2011, l'OMS, rappelant que « les obligations d'Israël au regard de ses engagements [internationaux en matière de droit humanitaire] s'appliquent à tous les territoires et populations placés sous son contrôle effectif », considère qu'Israël « a l'obligation de maintenir [en état de fonctionnement] les établissements et services médicaux de santé publique et d'hygiène dans la bande de Gaza, ce qui implique au minimum qu'Israël — en tant qu'État contrôlant l'entrée et la sortie de la bande de Gaza de tous produits, y compris les produits médicaux, le matériel médical et les matériaux de construction —, tout en étant fondé à protéger sa sécurité, n'entrave pas l'accès aux soins des patients qui en ont besoin ». La position officielle du gouvernement israélien, formulée en 2007, qui consistait à limiter le passage au poste-frontière d'Erez « en général aux cas humanitaires, incluant principalement les cas de risque vital urgent », introduisait une distinction entre les cas d'urgence vitale et ceux ne concernant que la « qualité de vie ». Dans un arrêt de 2009, la cour suprême israélienne a atténué cette analyse en considérant qu'une telle distinction n'était pas appropriée en cas de « sévères défauts médicaux ». En 2011, la position officielle d'Israël est d'autoriser le passage en cas de « traitement médical pouvant sauver une vie ou de traitement médical sans lequel la qualité de vie serait entièrement altérée ».
Max Gaylard, coordinateur humanitaire de l'ONU pour les territoires palestiniens, déclarait en 2010 que « le blocus persistant de la bande de Gaza entrave le fonctionnement du système de santé et met en péril la santé de 1,4 million de personnes. Il est à l'origine de la détérioration en cours des déterminants sociaux, économiques et environnementaux de la santé. Il entrave la fourniture de matériel médical et la formation du personnel de santé et empêche les patients atteints de maladies graves d'obtenir en temps opportun des traitements spécialisés en dehors de Gaza ». Selon l'OMS en 2011, le blocus compromet l'exercice du droit à la santé des Gazaouis sur les plans suivants, essentiels et liés entre eux :
- Disponibilité. Le manque de médicaments et de consommables médicaux, constaté à Gaza dès 2006 et causé à l'époque par une réduction des aides internationales et les fermetures répétées du poste-frontière de Karni[35], a été exacerbé depuis par le blocus mis en place en 2007 et la nécessité d'obtenir l'accord d'Israël pour l'importation des médicaments et produits médicaux[34]. En 2012, leur pénurie, accrue, s'explique principalement par la crise financière de l'autorité palestinienne et les mauvaises relations entre le ministère de la santé palestinien, à Ramallah, et les autorités de fait à Gaza[36], les autorités israéliennes, de leur côté, délivrant les permis d'importation de médicaments et de consommables médicaux en 1 ou 2 jours[37]. Sur les 480 médicaments estimés comme essentiels par le Ministère palestinien de la santé, la part de ceux en « stock zéro » (pour lesquels la couverture des besoins est inférieure à un mois) est passée, de 2007 à juin 2012, de 14 % à 42 %[38],[34]. Cette carence, qui n'est que partiellement palliée par les dons internationaux, les médicaments étant souvent périmés quand ils atteignent Gaza[39], a contraint les hôpitaux gazaouis à cesser certains types de soins et à adresser des patients à l'extérieur de la bande de Gaza[38], ce renvoi représentant en 2012 40 % du budget du Ministère de la santé palestinien[40]. Eileen Daly, coordonnatrice du CICR chargée de la santé à Gaza, estimait en 2010 que la question de la santé à Gaza avait pris une tournure politique du fait du manque de coopération entre l'Autorité palestinienne et le Hamas et que c'est principalement pour cette raison que le système hospitalier de Gaza était défaillant, ce qui conduisait des milliers de Gazaouis à se rendre en Égypte[41]. En 2009, un conflit similaire entre ces deux organisations rivales est tenu responsable de la mort de 9 patients dont un enfant atteint d'un cancer[42]. En 2012, Cette rivalité a empêché des centaines de gazaouis de recevoir des soins hors de Gaza, mettant en péril la vie de nombreux malades[42].
- Qualité. Alors que « la plupart des équipements de santé sont incapables de fournir des services sûrs et adaptés, et doivent être réhabilités ou améliorés »[43], Israël impose des limitations à l'importation des matériaux de construction nécessaires[29], les projets concernés étant réputés avoir un usage double, civil et militaire[44], tandis que la nature illégale des matériaux importés par les tunnels rend leur usage impossible pour les projets financés par des ONG[45]. En 2011, 23 % du matériel médical des hôpitaux gazaouis n'était pas utilisable[37]. Les délais d'obtention des permis israéliens d'importation pour le matériel médical et les pièces détachées peuvent atteindre en 2011 plusieurs mois[37]. Les déplacements de personnel médical entre Gaza, la Cisjordanie et Jérusalem-Est sont soumis à l'obtention de permis israéliens, l'OMS estimant en 2012 que 10 à 20 % des demandes sont refusées sans motif ou ne sont accordées qu'après la date demandée[34]. La crise énergétique gazaouie, issue du bombardement israélien en 2006 de la centrale électrique qui fournissait 43 % de l'électricité gazaouie[46] puis des restrictions sur l'importation d'équipements et de fioul, a notamment pour conséquence, selon l'ONU en mars 2012 une fourniture d'électricité insuffisante et irrégulière aux hôpitaux[47]. Depuis le début de l'année 2012, le nombre d'équipements médicaux hors d'usage a triplé et le temps d'attente pour certaines interventions chirurgicales a doublé[47].
- Accès. L'OMS considère que les procédures administratives de renvoi pour soins des patients à l'extérieur de la bande de Gaza entravent leur droit aux soins[29]. La procédure est initiée par un médecin gazaoui qui introduit une demande de renvoi à l'extérieur au Ministère de la santé palestinien, qui apprécie l'opportunité et décide de la destination de renvoi[29]. Les dossiers sont traités dans un délai d'une semaine à 10 jours, sauf urgence[29]. Les frais médicaux sont pris en charge par l'État, ceux de transport restant à la charge du patient[29]. Tous les patients renvoyés à des hôpitaux à Jérusalem-Est, en Cisjordanie, en Israël et en Jordanie doivent nécessairement passer par le poste-frontière d'Erez et faire une demande aux autorités israéliennes pour chaque rendez-vous médical, à la seule exception des chimiothérapies[29]. Les demandes ne peuvent être soumises que 10 jours avant le rendez-vous[29]. Les patients soumettent également 2 noms d’accompagnateur, les autorités israéliennes en choisissant un[29]. Il se peut que le passage du patient ou de son accompagnateur soit refusé ou soumis à un interrogatoire par les services secrets israéliens[29]. Les patients transférés en ambulance en Israël doivent attendre au poste d'Erez une ambulance israélienne, les ambulances gazaouies n'étant pas autorisées en Israël[29]. En revanche, aucune demande préalable n'est nécessaire pour l'entrée en Égypte des patients renvoyés par le ministère de la Santé, mais la durée du trajet jusqu'au Caire rend cette solution souvent peu appropriée[29]. En 2011, sur près de 12 000 patients adressés par le ministère de la santé palestinien à des unités de soin situées à l'extérieur de la bande de Gaza, 33 % étaient adressés en Égypte par le poste-frontière de Rafah, le reste, en particulier les urgences[34], passant par le poste-frontière d'Erez. La majorité des demandes de passage à ce dernier correspondaient à des soins en territoire palestinien, qu'il s'agisse de Jérusalem Est (30 %) ou de la Cisjordanie (10 %), le solde se rendant en Israël (23 %) ou dans d'autres pays[34]. Entre juin 2007 et mai 2012, 11 727 demandes de permis de passage à Erez pour motif médical, soit environ 1 sur 5, ont été refusées ou acceptées après la date du rendez-vous à l'hôpital[34]. Selon le gouvernement israélien, en 2011, compte tenu des hospitalisations à Jérusalem Est et des soins non pris en charge par l'autorité palestinienne, 9 245 gazaouis ont reçu des soins en Israël[48]. Selon le Jerusalem Post, 7 interventions d'urgence ont sauvé la vie de Palestiniens en 2011[49]. En 2011, 89,7 % (9 478) des demandes d'autorisation de passage par le poste d'Erez pour raison médicale ont été approuvées, contre 81,5 % en 2010 ; 7,6 % (808) ont été retardées, contre 12,7 % en 2010 ; 2,2 % (237) ont été refusées, contre 5,8 % en 2010 ; et 197 personnes ont été convoquées pour des interrogatoires[50]. De 2008 à 2011, 66 patients dont 22 enfants sont morts en attendant leur permis[37].

## Tunnels de contrebande

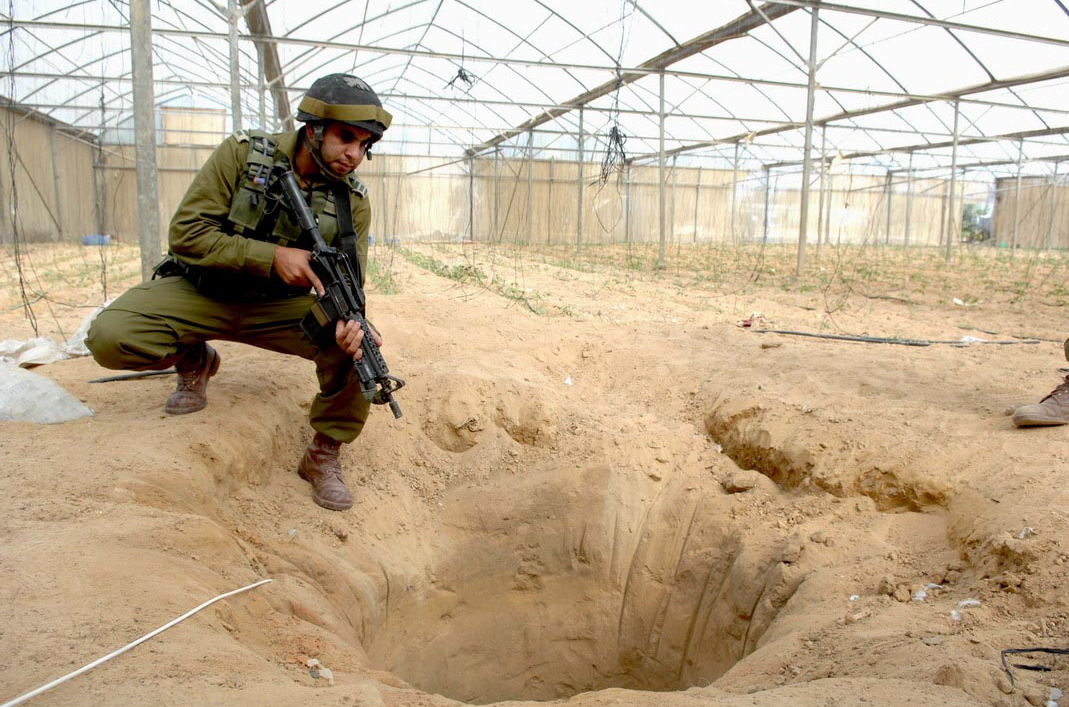
Tunnel découvert par l'armée israélienne près de Rafah, 2006.

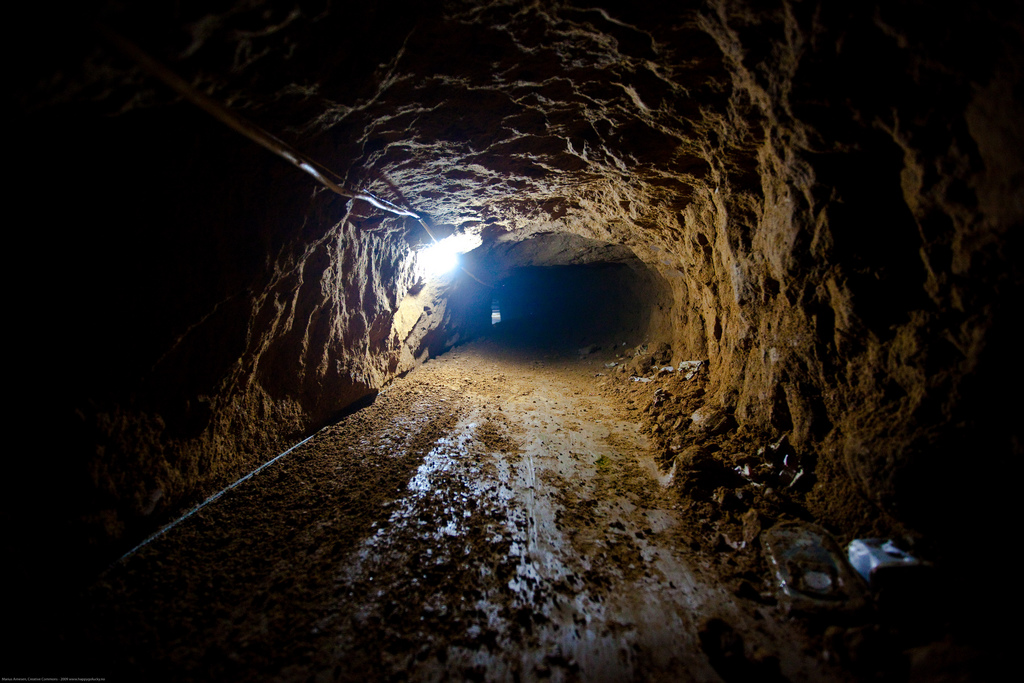
Tunnel de contrebande à Rafah, 2009.

L'origine des tunnels remonte, selon le Service de recherche du Congrès, à la division de Rafah en deux parties, dans le cadre du traité de paix israélo-égyptien de 1979, à la suite de laquelle des familles palestiniennes séparées ont construit les premiers tunnels comme un moyen de communication privé. Toutefois, selon Samir Abu Madlela, un économiste de l'Université al-Azhar, la contrebande à Rafah est un phénomène historique sur une longue période, s'étendant depuis 1949 jusqu'à nos jours. Dans les années 1980, ces tunnels ont servi à la contrebande d'essence égyptienne, de dollars américains pour les changeurs de monnaie, de cadeaux de mariage, de courrier, de cigarettes, de drogue, d'or, de pièces détachées de voiture, mais rarement d'armes,,.
La contrebande s'est intéressée aux armes après la seconde intifada de 2000, les riches familles qui exploitaient ces tunnels en louant toutefois l'usage à quiconque était prêt à payer le droit, estimé à 10 000 dollars pour une nuit,. Après le démantèlement en 2005 des colonies israéliennes de Gaza puis le retrait unilatéral du territoire, le gouvernement israélien a continûment exprimé une vive préoccupation sur le trafic d'armes sophistiquées par les tunnels (notamment des roquettes Katioucha et des missiles sol-air) affirmant que le gouvernement égyptien ne faisait pas tout son possible pour l'empêcher. Israël a demandé que les États-Unis conditionnent leur assistance annuelle de 1,3 milliard de dollars en aide militaire à l’Égypte aux efforts de celle-ci pour contrecarrer la contrebande, cette demande ayant partiellement été prise en compte par le Consolidated Appropriations Act de 2008 qui lie le versement d'une aide de 100 millions de dollars à l’Égypte à ses mesures de détection et de destruction des tunnels de contrebande.
La mise en place du blocus de Gaza par Israël puis par l'Égypte en 2007 a entraîné un accroissement de la contrebande privée par les tunnels (ceux découverts par l'armée égyptienne passant entre 2004 et 2007 de vingt à plus de deux cents), puis de l'implication du Hamas dans le contrôle de cette contrebande, au prix d'affrontements avec les gangs liés aux familles propriétaires des tunnels, appartenant à des clans bédouins ou palestiniens étroitement liés.
En 2008, le nombre de tunnels progresse encore, s'établissant, selon les sources, entre 400 et 1 100. Les nouveaux tunnels doivent être approuvés par le Hamas, qui en organise la supervision, vérifiant la présence d'un aérateur et d'électricité, contraignant les propriétaires à dédommager les familles d'ouvriers morts pendant la construction et prohibant l'importation de drogue, d'alcool, d'armes et de personnes. Selon Ehab Ghussen, du ministère de l'intérieur de Gaza, ses concitoyens « ont le droit de faire tout ce qu'ils peuvent pour obtenir ce dont ils ont besoin, y compris grâce aux tunnels, mais nous surveillons tout ce qui est importé ».
À compter de 2008, après une campagne d'organisation non gouvernementales palestiniennes mettant en avant les dangers courus par les ouvriers des tunnels, en particulier les enfants,, le Hamas met en place de nouvelles règles, selon lesquelles les propriétaires de tunnel doivent payer à la municipalité de Gaza un droit fixe annuel de 3 000 dollars pour obtenir un permis et s'engager à indemniser les familles des ouvriers blessés durant la construction des tunnels,,. Après en avoir démenti le projet, le Hamas met également en place une « taxe » de 15 à 20 % de la valeur des marchandises transitant par les tunnels, perçue directement par le parti et non par le gouvernement,. Les propriétaires qui refusent de payer ces taxes ou qui se livrent à des trafics réprouvés par le Hamas voient leurs tunnels fermés.
En 2008, le coût estimé de construction d'un tunnel de 500 mètres se situe entre 60 000 et 120 000 dollars, mais peut atteindre 150 000 dollars pour un tunnel de 1 000 mètres avec des installations de sécurité additionnelles,. Au total, pour 2008 et 2009 le trafic transitant par les tunnels est estimé entre 200 et 480 millions de dollars, représentant de 65 à 90 % de la fourniture du marché intérieur,,. Il devient « le canal principal du commerce normal et une bouée de sauvetage pour la nourriture et les médicaments ». Même des animaux pour le zoo de Gaza sont importés par ce moyen. Les profits « énormes » dégagés par ces opérations ont attiré des spéculateurs qui y auraient investi jusqu'à 400 millions de dollars à fin 2008, dont 100 à 500 millions ont été détournés dans une chaîne de Ponzi ayant lésé près de 4 000 personnes. Selon un membre d'une commission d'enquête parlementaire palestinienne, le Hamas, en tant qu'autorité de facto porte une part de responsabilité pour avoir toléré ces montages. Il lui est également reproché de les avoir encouragés.
Fin 2009, un observateur estime que 40 à 50 000 Gazaouis, dont 10 % d'enfants, dépendent économiquement des tunnels, qui constituent collectivement le premier employeur non-gouvernemental de Gaza, en particulier pour les jeunes. Selon Yesid Sayigh, le trafic par les tunnels a engendré en 2009 150 à 200 millions de dollars de revenus pour le gouvernement de Gaza,,,.
L'activité de contrebande se réduit à compter de 2010, en raison d'une part du relâchement du blocus israélien, qui ne subsiste que pour le ciment, les voitures et les matériaux de construction, lesquels continuent à être importés par les tunnels, et, d'autre part, de la mise en place par le Hamas de tunnels « légaux », destinés notamment à l'importation de produits alimentaires non taxés, dont le prix baisse en conséquence, ce qui entraîne une perte de revenus corrélative pour les propriétaires de tunnels privés. La politique de taxes sur les produits transitant par les tunnels est au demeurant modulée, l'essence égyptienne étant frappée d'un taux de 100 %. Par ailleurs, Israël continuant à bloquer l'exportation de la plupart des produits gazaouis, les tunnels offrent un débouché pour des produits destinés au marché égyptien. En 2011, Nicolas Pelham note que l'activité des tunnels est devenue « remarquablement formelle », du fait notamment de la mise en place par le Hamas d'une « Autorité de la frontière et des passages », forte de trois cents personnes, qui patrouille la frontière à moto, tandis que deux cents douaniers vérifient le paiement des taxes sur les produits transitant par les tunnels. Selon Nicolas Pelham, le système des tunnels profite également « aux Égyptiens, qui du plus haut responsable au plus modeste garde empochent des bakchichs pour laisser faire le trafic [et à] Israël qui utilise l'argument des tunnels, entre autres, pour essayer de faire accepter à l'Égypte la responsabilité de Gaza ».
Selon Omar Shabban, président de l'ONG palestinienne PAL Think, le volume des échanges commerciaux entre Gaza et l’Égypte par les tunnels est de 700 millions de dollars par an. Shabban estime que plus de 10 000 personnes sont employées dans les tunnels et y travaillent et que ce qu'il appelle une « économie de marché noir » a créé une « poignée de millionnaires » dont certains ayant des « liens étroits » avec le Hamas. Il évalue le nombre de tunnels à plus de 1 200. Des voitures et autres types de véhicules y transitent clandestinement ainsi que 500 000 litres de carburant et plus de 300 000 paquets de cigarettes par jour. Il qualifie ce trafic d'« énorme ». Il considère cependant que la filière commerciale la plus importante liée à la contrebande est celle des matériaux de construction, le secteur de la construction dans la bande de Gaza étant « presque totalement dépendant des tunnels » du fait qu'Israël continue d'appliquer les restrictions sur la quantité de matériaux de construction autorisés à pénétrer dans la bande de Gaza via les points de passages sous son contrôle, expliquant « qu'ils pourraient tomber entre les mains du Hamas et être utilisés à des fins militaires ». Toutefois, cet économiste palestinien estime que « les tunnels ont fourni un itinéraire alternatif » et que le Hamas « a réussi à mettre la main sur à peu près tous les matériaux de construction qu'il a voulu » et que durant l’année 2011 des centaines de milliers de tonnes de ciment et de gravier ont été introduits à Gaza par les tunnels provoquant « un énorme boom de la construction » et donnant un élan à l’économie gazaouie. Des chantiers de routes, d'hôpitaux, d'écoles, d'immeubles de bureaux et de logements sont observables selon lui à « à peu près chaque coin de rue » dans la ville de Gaza. Depuis l'attaque contre un poste-frontière entre l'Égypte et Israël le 5 août 2012, les mesures prises par l'Égypte en vue de la fermeture de nombreux tunnels ont provoqué un ralentissement de ces trafics. La plupart des personnes travaillant dans l'industrie de la construction dans la bande de Gaza considèrent que la frontière avec l'Égypte devrait être ouverte au commerce légal. Selon Mokhaimer Abou Sada, professeur de sciences politiques à l'Université Al-Azhar de Gaza, si l’Égypte ouvrait le point de passage de Rafah au transit de marchandises, « Israël mettrait immédiatement et complètement fin à ses relations avec la bande de Gaza, faisant de Gaza le problème de l’Égypte » qualifiant cette hypothèse de « piège israélien pour l’Égypte et les Palestiniens »[réf. non conforme].
Sur le plan politique, selon Nicolas Pelham, les tunnels ont permis au Hamas, en faisant échec au blocus israélien, non seulement d'affermir sa légitimité politique, mais aussi, de réduire la dépendance de Gaza vis-à-vis d'Israël et, grâce au trafic d'armes, d'accroître sa puissance militaire, tout en renforçant ses liens avec les bédouins du Sinaï, devenus de plus en plus dépendants du trafic des tunnels. Une autre étude considère que les tunnels, en empêchant une crise humanitaire, ont permis à Israël de continuer sa politique de refus de reconnaissance du Hamas, tout en empêchant ce dernier de jouir de la légitimité à laquelle il prétend. Selon une autre étude le développement des tunnels a eu plusieurs conséquences négatives, parmi lesquelles la réduction de la pression sur Israël pour mettre fin au blocus et la consolidation de l'isolement du Hamas.

## Évolutions

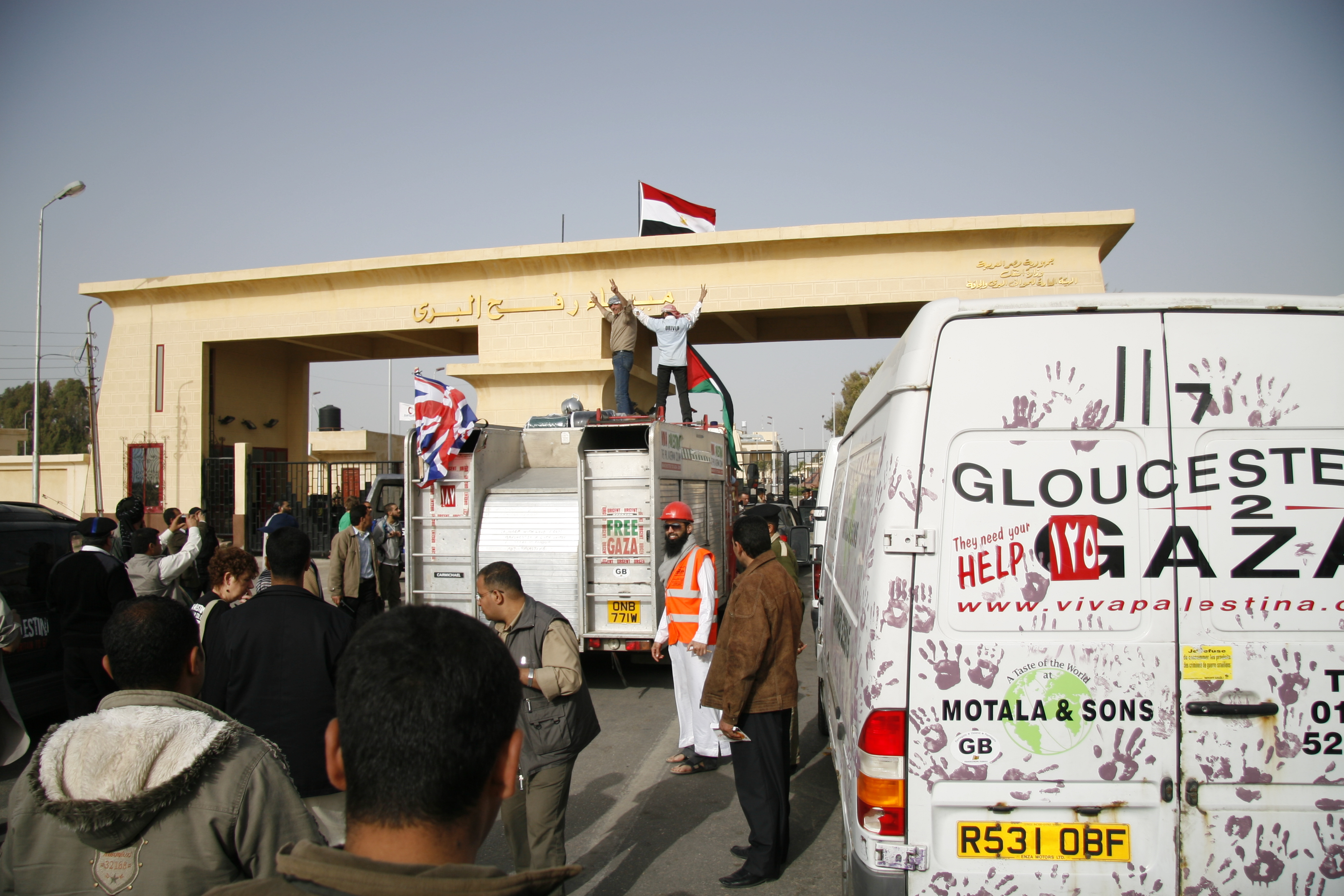
Image à Gaza

Le cabinet de sécurité israélien déclare la bande de Gaza territoire hostile, boucle sa frontière avec Gaza, au motif que le Fatah n'est plus garant de la sécurité, et, en vertu de l'article 23 de la Quatrième Convention de Genève, impose un blocus sur le territoire, qui interdit une partie des exportations, permettant toutefois des actifs suffisants pour éviter une crise humanitaire ou de santé. D'après Eva Joly, sur les 6 000 produits considérés comme d'importance vitale par l'ONU, Israël ne tolère l'entrée dans la bande de Gaza que de quatre-vingt-un d'entre eux ; elle affirme que les trois quarts des bâtiments détruits au cours du conflit 2008-2009 n'ont pas pu être reconstruits[réf. non conforme]. Israël n'a jamais établi de liste exhaustive des produits interdits, c'est la Matpash, une autorité militaire israélienne chargée des questions économiques et sécuritaires, qui sélectionne unilatéralement chaque semaine les produits autorisés à transiter légalement. Seuls trente à quarante produits de première nécessité sont mentionnés dans une liste « officielle ».
L'Égypte a également fermé sa frontière lorsque les combats entre le Fatah et le Hamas ont commencé 7 juin 2007, craignant un transfert de militants du Hamas sur son territoire.
Le 18 janvier 2008, en réponse à une recrudescence des attaques à la roquette, Israël impose la fermeture totale de tous les points de passage vers Gaza, aggravant la pénurie[réf. non conforme]. Le 22 janvier, des heurts éclatent entre des militants du Hamas réclamant l'ouverture du point de passage de Rafah et l'armée égyptienne. La nuit du 23, une explosion attribuée à des militants du Hamas[réf. non conforme] crée une brèche près de Rafah dans la barrière séparant Gaza de l'Égypte. Les heurts redoublent entre la police anti-émeute égyptienne et les nombreux Gazaouis qui cherchent à se rendre en Égypte. Quelques jours plus tard, une brèche de plusieurs kilomètres est ouverte au bulldozer sur ordre du Hamas,[réf. non conforme]. Dans les jours qui suivent, et selon les estimations de l'ONU, près de la moitié de la population de la bande de Gaza traverse la frontière vers l'Égypte en quête d'approvisionnements divers. Le 1er février, 15 activistes palestiniens sont arrêtés en Égypte, détenant des armes et des explosifs. Selon les officiels égyptiens, la plupart étaient entrés par la brèche ouverte à Rafah. Les officiels israéliens déclarent craindre que la brèche permette aux activistes palestiniens de renforcer leurs stock d'armes et d'explosifs, ce que l'Égypte cherche à éviter en déployant des troupes autour de la frontière, restreignant progressivement les passages.
La frontière entre Gaza et l’Égypte est hermétiquement refermée le 3 février 2008, le Hamas rejetant la demande de redéploiement de forces fidèles à l'Autorité palestinienne de Mahmoud Abbas à la frontière de Rafah, conformément à l'accord atteint en novembre 2005 avec l'Autorité palestinienne[réf. non conforme] ainsi que le retour de contrôleurs européens au terminal, exigeant que la frontière soit contrôlée uniquement par des Palestiniens et des Égyptiens. Muhammad Nasser, membre du Hamas, a cependant déclaré qu'un accord pour la présence d'observateurs internationaux à la frontière serait possible sous réserve qu'ils habitent dans la bande de Gaza ou en Égypte, soulignant que les observateurs de l'Union européenne qui étaient stationnés à la frontière entre Gaza et l’Égypte avant juin 2007 avaient vécu en territoire israélien.
D'après le rapport de la Commission européenne sur la bande de Gaza, publié en mars 2009, estime « les dommages causés par le blocus sur l'économie du territoire, tous secteurs économiques et sociaux confondus, à 514,3 millions d'euros. Le PIB du territoire palestinien a chuté de 5 % en 2006 à 3 % en 2007 et 2,7 % en 2008 ».
Devant le Conseil de sécurité de l’ONU Daniel Carmon, l’ambassadeur adjoint d’Israël affirme qu'« il n’y a pas de crise humanitaire à Gaza »[réf. non conforme]. Cependant, dans un rapport publié le 27 mai, le Bureau de la coordination des affaires humanitaires de l’ONU dénonce « des entraves à l’action humanitaire et réclame la levée du blocus ».
Concernant l'insécurité alimentaire, elle touche 61 % soit 1,5 million de Gazaouis[réf. non conforme], en 2009, contre 56 % en 2008, selon la FAO (Food and Agriculture Organisation) alors que la Commission européenne souligne que plus de 90 % de la population dépend de l'aide alimentaire des agences onusiennes.
Dans ce contexte, des organisations non gouvernementales comme Free Gaza Movement et l'İnsani Yardım Vakfı (IHH : Fondation pour le secours humanitaire), une ONG turque, tentent de briser le blocus en envoyant de nombreux navires dans la bande de Gaza. Cinq expéditions d'aide avaient été autorisées auparavant à passer avant la guerre de Gaza de 2008-2009, mais toutes les expéditions qui ont suivi l'opération Plomb durci ont été bloquées par les forces israéliennes. En mai 2010, sous la coordination de Free Gaza, l'organisation Perdana Global Peace de Malaisie et la Campagne européenne pour mettre fin au siège de Gaza décident d'expédier huit cargos d'aide humanitaire à Gaza. Ce convoi transporte 10 000 tonnes de matériel médical, de maisons préfabriquées, de chaises roulantes électriques, de fournitures scolaires et de ciment, matériau dont les autorités israéliennes interdisent la livraison dans la bande de Gaza, selon les organisateurs[réf. non conforme].
Au mois de juillet 2011, le rapport Palmer de l'ONU, se fondant sur l'article 51 de la Charte des Nations unies qui formule une exception au principe de la liberté de la navigation au nom du principe de légitime défense a déclaré le blocus naval de Gaza légal, notant qu'Israël « fait face à une véritable menace contre sa sécurité de la part des groupes militant de Gaza »[réf. souhaitée]. Il considère que le blocus naval de Gaza « a été imposé comme une mesure de sécurité légitime afin de prévenir l’accès d'armes à Gaza par voie maritime et sa mise en place est conforme au droit international »[réf. souhaitée].
Les 27 ministres des Affaires étrangères de l'Union européenne réitèrent, le 14 juin, leur appel à la levée du blocus, estimant celui-ci « inacceptable », que « la politique continue de fermeture est inacceptable et politiquement contreproductive » et la situation à Gaza « insoutenable »[réf. souhaitée]. Ils lancent un appel « à une ouverture immédiate, soutenable et inconditionnelle des points frontières pour le passage de l'aide humanitaire, des marchandises commerciales et des personnes de et vers Gaza, incluant les marchandises de la Cisjordanie ».
En novembre 2010, sous la pression internationale, le gouvernement israélien autorise une reprise partielle des exportations agricoles de Gaza, tout en maintenant l'interdiction totale des exportations industrielles. Selon un communiqué de l'État hébreu[réf. souhaitée], plusieurs cargaisons de tomates cerises, de poivrons, de roses et de fraises ont été acheminées sous agencement néerlandais vers l'Europe via Israël par Agrexco (en) qui transfère ensuite l'argent récolté aux coopératives agricoles de la bande de Gaza. Mathilde De Reidmatten, directrice adjointe de la Croix-Rouge dans la bande de Gaza, précise cependant en mai 2011 que, malgré la couverture médiatique qui a été faite sur le sujet, la réalité est que le nombre des exportations reste quasiment nul.
Le 20 avril 2011, la porte-parole de l'armée israélienne, Rotem Caro Weizman, rapporte sur le site de Tsahal que Mathilde De Reidmatten lui a déclaré dans le cadre d'une interview qu'« il n'y a pas de crise humanitaire à Gaza » en précisant que « si vous allez au supermarché il y a des produits, il y a des restaurants et une belle plage ». Toutefois, la porte-parole du CICR, Cecilia Goin, déclare par la suite que l'entrevue publiée ne reprend pas le contexte complet précisé par sa collègue et qu'elle pourrait « amener à comprendre que du fait qu'il n'y ait pas de preuves qu'il y a une crise humanitaire ne veut pas dire que tout serait OK. Loin de là. »[réf. souhaitée] Elle précise que la situation reste critique et que la Croix-Rouge considère le blocus de Gaza par Israël comme en étant la cause principale
Le CICR publie sur son site une entrevue complète de Mathilde De Reidmatten dans laquelle elle fait part des inquiétudes de la Croix Rouge pour le million et demi de Gazaouis. Elle rappelle principalement l'impossibilité pour eux de « mener une existence normale et digne », le manque de médicaments et de produits de première nécessité, la privation de liberté de déplacement, les incursions de l'armée israélienne, l'interdiction d'exportation ou encore les problèmes économiques — notamment un taux de chômage de 40 %, l'absence de perspectives et le désespoir — et d'assainissement d'eau. Elle ajoute que la Croix-Rouge travaille avec divers services palestiniens, met en place des projets et crée des programmes « argent contre travail » pour tenter de pallier les problèmes.
En janvier 2011, le gouvernement de l’Autorité palestinienne de Salam Fayyad à Ramallah a interrompu les livraisons de combustible industriel israélien pour la centrale électrique de Gaza, du fait que « le Hamas ne payait pas sa facture d'électricité », le Hamas importe 2 280 000 litres de diesel moins cher chaque semaine d’Égypte, réduisant les coupures d’électricité dans la bande de Gaza de douze heures par jour à deux[réf. non conforme].
Le 16 janvier 2011, une centaine de camions transportant de l'aide ainsi que des produits pour le secteur agricole et commercial ont été acheminés d’Israël vers Gaza, ainsi que 9 fourgons chargés avec du fer et du ciment et une vingtaine de véhicules. Le gazoduc a été ouvert pour laisser passer 91,12 tonnes de gaz liquide (la consommation mensuelle hivernale est d'au moins 6 000 tonnes). Les quantités fournies par Israël, varient, tout comme pour l'essence et le gazole, en fonction des demandes de l’Autorité palestinienne[réf. non conforme].
Parallèlement, Israël a autorisé le passage sur son territoire pour l'exportation vers l'Europe de neuf camions chargés de fleurs et de fraises produites dans la bande de Gaza[réf. non conforme]. Au total, pour l’année 2011, 53 874 camions chargés d'approvisionnement ont traversé les points de passages entre Israël et la bande de Gaza, soit une augmentation de 36 % par rapport à 2010 selon les chiffres du COGAT.
Le 28 mai 2011, trois mois après la fin de la révolution égyptienne, le nouveau pouvoir en place procède à la réouverture permanente du terminal routier de Rafah, unique point de passage de la bande de Gaza à ne pas être sous contrôle israélien. Pour alléger le blocus israélien, les autorités égyptiennes autorisent les femmes, les enfants et les hommes âgés de plus de quarante ans à entrer en Égypte sans visa mais maintiennent toujours des restrictions sur les marchandises et le déplacement des hommes âgés de dix-huit à quarante ans. En pratique, des marchandises, y compris des voitures, passent en contrebande par des tunnels entre l’Égypte et Gaza, le volume des échanges ayant sensiblement augmenté depuis la révolution égyptienne et la chute d'Hosni Moubarak au début de 2011. Les autorités israéliennes affirment que l'ouverture du poste-frontière pourrait permettre l'entrée d'armes et de terroristes d'Al-Qaïda et d'Iran sur le territoire palestinien, cependant, les responsables palestiniens considèrent ces inquiétudes comme un prétexte à créer une situation de panique. Parallèlement, 38 706 permis ont été délivrés aux habitants de Gaza leur permettant de se rendre en Israël, ce qui représente une augmentation de 15,5 % par rapport à 2010, 33 480 permis délivrés, et une augmentation de 70 % par rapport à 2009, 22 849 permis délivrés.
Le 6 juin 2012 une livraison de cinq camions totalisant 155 000 litres de carburant industriel en provenance du Qatar a été fournie à la centrale électrique de Gaza. Le mois dernier[Quand ?], Israël a donné son accord pour que le carburant soit transféré via son territoire après avoir reçu une demande de l’Égypte. La livraison porte sur une quantité globale de 30 millions de litres[réf. non conforme]. Le carburant a transité de l’Égypte à Israël, puis d’Israël à Gaza en passant par le point de passage de Karam Abu Salim (Kerem Shalom). La crise énergétique avait été déclenchée à la suite de la chute dans l'approvisionnement de carburant par les tunnels de contrebande depuis l’Égypte, forçant la fermeture de la centrale électrique de Gaza et provoquant des coupures d'électricité pouvant aller jusqu'à dix-huit heures par jour, la crise avait été partiellement résolue en avril à la suite d'un accord intervenu sur les livraisons entre le Hamas et l’Autorité palestinienne[réf. non conforme].

### Fermeture du terminal de Rafah et des tunnels par l’Égypte

#### 2012
Le 5 août 2012, un poste-frontière entre l’Égypte et Israël est attaqué par 35 hommes armés à bord de 3 véhicules tout-terrain. 16 gardes-frontières égyptiens ont été tués et un véhicule blindé égyptien a été capturé pour attaquer le point de passage de Kerem Shalom à l'intersection des frontières de Gaza, de l'Égypte et d'Israël. Un deuxième véhicule transportant une demi-tonne d'explosifs a été détruit avant d'atteindre le poste-frontière israélien et les hommes étaient en possession de vestes explosives[réf. non conforme].
À la suite de l'attaque, l'Égypte a fermé « sine die » le terminal de Rafah à la frontière avec la bande de Gaza. Ce terminal est l'unique point de passage entre cette enclave contrôlée par le Hamas et l'Égypte à ne pas être contrôlé par Israël.
Le 6 août 2012, un hélicoptère militaire égyptien aurait détruit un grand nombre de tunnels qui mènent à la bande de Gaza tandis que de nombreuses arrestations auraient eu lieu dans le Sinaï[réf. non conforme]. Un journaliste de l'agence Reuters se trouvant à Rafah a déclaré le 7 août avoir vu du « matériel lourd acheminé [par les autorités égyptiennes] près de l'entrée des tunnels », le but de l’opération étant de sceller les ouvertures de ces tunnels du côté égyptien de la frontière selon des sources sécuritaires égyptiennes[réf. non conforme]. Said Khatib correspondant de l’Agence France-Presse à Gaza rapporte que le bouclage égyptien a créé « la panique à Gaza ». Omar Shaaban, un économiste basé à Gaza, évalue à un demi-milliard de dollars par an le montant du chiffre d'affaires des tunnels. Selon lui la fermeture de ces tunnels aurait « un effet dévastateur pour les habitants de Gaza » et que leur fermeture prolongée provoquerait « une paralysie du bâtiment et réduirait au chômage 15 000 ouvriers ». À la suite d'un mouvement de panique, de longues files d'attente se sont formées près des stations-service du fait que les Égyptiens bloqueraient « des camions transportant la nourriture et le carburant avant leur arrivée aux tunnels »[réf. non conforme]. La fermeture des tunnels et de la frontière a fait flamber le prix des matériaux de construction de 40 à 60 %. Le porte-parole du ministère de la santé du Hamas a déclaré que plusieurs centaines de patients palestiniens sont en attente de passer en Égypte pour obtenir un traitement médical. Il a ajouté que « si le passage de Rafah reste fermé plus d'une semaine, cela conduira à une crise humanitaire et accroîtra la souffrance des malades »[réf. non conforme].
Le 9 août, des ingénieurs de l'armée égyptienne ont entrepris des préparatifs en vue de la destruction ou du scellement du réseau de tunnels reliant le Sinaï et la Bande de Gaza qui est utilisé pour la contrebande d'armes, le passage de personnes et le transit de marchandises.
Le 10 août, l’Égypte a rouvert dans un seul sens le terminal de Rafah afin de permettre à des pèlerins palestiniens revenant d'Arabie saoudite se trouvant sur son territoire de retourner dans la bande de Gaza. La chaine de télévision égyptienne, Nile News, rapporte qu'il s'agissait d'une ouverture exceptionnelle sans préciser sa durée[réf. non conforme]. Ahmed Bahr, vice-président du Conseil législatif palestinien et membre du Hamas, a de nouveau rejeté toute implication palestinienne dans le massacre des gardes-frontières égyptiens et s'est réjoui de la réouverture du passage frontalier ajoutant « Nous sommes prêts à coopérer avec l'Égypte pour que nous puissions résoudre ce crime et pour prouver que tout ceci n'est qu'une tromperie des Juifs[réf. non conforme]. ».
Le 11 août CNN annonce que 1 349 personnes ont franchi la frontière vers Gaza en plus des 250 pèlerins et que le passage de Rafah est resté ouvert permettant ce même jour à d'autres palestiniens de rentrer chez eux.
Mahmoud Abbas, président de l'Autorité palestinienne a appelé les Égyptiens à « resserrer le blocus de Gaza en détruisant tous les tunnels sous la frontière avec la bande de Gaza », déclarant que « les tunnels n'ont pas contribué à l'économie dans la bande de Gaza et n'ont été utilisés que par un petit nombre de personnes à des fins personnelles ». Selon une source de sécurité palestinienne à Ramallah, l’autorité palestinienne a également transmis aux services de sécurité égyptiens les noms de plusieurs suspects résidant dans la bande de Gaza[réf. non conforme]. Tayeb Abdel-Rahim, un proche collaborateur du président palestinien a déclaré que « Ces tunnels, qui solidifient la division de la Palestine à Gaza, ont été depuis quelque temps une menace à la sécurité nationale de l’Égypte et l'unité du peuple palestinien. »[réf. non conforme]. Ces déclarations ont été condamnées par le Hamas.
Le 13 août, « abasourdi » par les mesures prises par le gouvernement islamiste du Caire, le Hamas, a déclaré que ces mesures imposaient « la même douleur sur l'enclave palestinienne qu'à l’époque d'Hosni Moubarak ». « Nous avons souffert du régime injuste de Moubarak qui a participé au blocus (israélien) de Gaza. Pourquoi devrions-nous souffrir maintenant à l'ère de la révolution en Égypte et de la démocratie ? » a déclaré Fathi Hammad le ministre de l'Intérieur du Hamas. Son ministère a publié un communiqué de presse indiquant que les autorités égyptiennes doivent permettre aux voyageurs dans les deux directions de passer par le passage de Rafah. Le Hamas affirme qu'il n'y a plus aucune raison pour les Palestiniens de se voir refuser l'accès au Sinaï.
Le porte-parole des Frères musulmans en Égypte, Mahmoud Ghuzlan, a déclaré que « son mouvement n'acceptera pas un durcissement du blocus de la bande de Gaza en raison d'actions « malencontreuses » d'un groupe [de personnes] », soulignant que les habitants de Gaza ne devraient pas faire face à « une punition collective pour quelque chose fait par un petit nombre de personnes ». Dans une déclaration à Quds Press, Ghuzlan a ajouté « Nous n'acceptons pas cette mesure comme moyen de resserrer le siège sur la bande de Gaza parce que les Palestiniens ne devraient pas être punis pour un acte de terrorisme perpétré par un groupe à la dérive, surtout que la plupart d'entre eux étaient du Sinaï ». Il a néanmoins relativisé la situation expliquant qu'il y a de nombreux tunnels et qu'il ne pensait pas que l'objectif du gouvernement égyptien « était de bloquer tous les points d'entrée dans la bande de Gaza »[réf. non conforme].
Le 14 août, L’Égypte annonce une réouverture partielle de sa frontière avec Gaza pour trois jours dans les deux sens à l'occasion des fêtes de fin du mois de Ramadan. Selon un responsable frontalier à Gaza les autorités égyptiennes ont imposé des restrictions et n'ont pas indiqué quand la situation se normalisera, seuls les étudiants gazaouis inscrits dans des universités hors de Gaza, les résidents à l'étranger et les personnes devant se déplacer pour raisons médicales sont autorisées à passer la frontière.
Le samedi 25 août, à la suite de l'amélioration des relations entre le Hamas et L'Égypte, le terminal de Rafah a été rouvert. « La partie égyptienne nous a informés sans plus de détails que le point de passage serait ouvert tous les jours de la semaine », a déclaré Ehab al Ghsain, porte-parole du « ministère de l'Intérieur » à Gaza[réf. non conforme]. Cette décision intervient alors que des témoins font part d'une « intensification des efforts de l’Égypte pour freiner la contrebande par les tunnels souterrains qui relient Gaza à la péninsule du Sinaï ». Du matériel lourd dont des grues, du matériel de forage ainsi que des bulldozers ont été observés près des ouvertures des tunnels du côté égyptien interrompant presque totalement la contrebande de matériaux de construction[réf. non conforme].
Le 19 février 2013, les dirigeants du Hamas de Gaza ainsi que les contrebandiers exploitant les tunnels, ont accusé l’Égypte d'inonder des dizaines de tunnels en y déversant des eaux usagées. Selon Ibrahim Barzak de l’Associated Press l'objectif de ces inondations est la fermeture des voies de transit illégales pour permettre un meilleur contrôle frontalier. Cette décision fait suite à un accord entre l’Égypte et Israël qui a permis l'assouplissement des restrictions israéliennes sur l'acheminement de matériaux de construction vers la bande de Gaza[réf. non conforme].

#### 2013
Le 26 février 2013, un tribunal du Caire a estimé « que les autorités égyptiennes devaient détruire la totalité des tunnels reliant la péninsule du Sinaï à la bande de Gaza », par crainte qu'ils ne constituent un risque pour la sécurité de l’Égypte, en particulier pour le Sinaï. Cette recommandation a été faite en réponse à une pétition présentée par « un groupe d'avocats et de militants » après l'attaque contre un poste-frontière entre l’Égypte et Israël en 2012 perpétrée le 5 août par un groupuscule jihadiste qui a tué 16 gardes-frontières égyptiens[réf. non conforme],[réf. non conforme].
Depuis le début juillet 2013, selon des responsables israéliens, égyptiens et palestiniens le transfert de marchandises, de matériaux de construction ainsi que de nombreux autres produits et la contrebande d'armes via les tunnels entre l’Égypte et la bande de Gaza a cessé. Le 9 juillet, l'armée égyptienne a fermé un grand tunnel qui était utilisé pour acheminer des voitures dans la bande de Gaza.
De hauts responsables égyptiens ont souligné que ces mesures servaient « les intérêts de sécurité nationale de l’Égypte ». Plus de 50 tunnels ont été inondés et de nombreux autres détruits par des explosions souterraines contrôlées. Ces opérations débutées le 30 juin ont coïncidé avec les rassemblements de masse au Caire et le Coup d'État du 3 juillet 2013 qui a renversé le gouvernement de Mohamed Morsi. Selon ces responsables ces mesures seraient prises afin d’empêcher l'infiltration d'agents du Hamas en Égypte pour soutenir les Frères musulmans. Des sources à Gaza ont déclaré que des tunnels qui « ne sont pas sous le contrôle du Hamas et dont les égyptiens ignorent l'existence » continueraient à fonctionner bien que partiellement. Durant cette période le passage de Rafah a été fermé, puis rouvert le 10 juillet[réf. non conforme].

#### 2014
Durant la guerre de Gaza en 2014 l’Égypte a fermé ce point de passage pour le rouvrir sporadiquement depuis.
Le 24 octobre 2014, le Conseil de défense présidé par Abdel Fattah al-Sisi réuni à Sheikh Zuweid situé au nord-ouest d'El-Arich, dans le nord de la péninsule a décrété un état d'urgence de trois mois sur la partie nord du Sinaï. Cette décision intervient peu après qu'un terroriste kamikaze a tué 30 soldats et fait 29 blessés, dont un haut responsable de l'armée et cinq officiers, en lançant sa voiture bourrée d'explosifs contre un checkpoint militaire. Le président égyptien a accusé « des soutiens de l'étranger » et décidé de fermer jusqu'à nouvel ordre le point de passage de Rafah entre la bande de Gaza et l’Égypte.
Le 2 novembre, en réaction à un tir de roquette depuis la bande de Gaza, les deux points de passage avec Israël ont été fermés jusqu'à nouvel ordre, « seule l'aide humanitaire pourra encore transiter par les points de passage israéliens de Erez et de Kerem Shalom » indique une porte-parole militaire israélienne.

### Blocus total de la bande de Gaza
À la suite de l'attaque du Hamas contre Israël engagée le 7 octobre 2023, Yoav Galant, ministre de la Défense d'Israël, annonce un « siège complet » de la bande de Gaza où vivent 2,3 millions de Palestiniens, avec la suppression de l'approvisionnement de l'eau, du gaz et de l'électricité. L'Organisation des Nations unies considère que le « siège complet » de la bande de Gaza est prohibé par le droit international humanitaire et s'y oppose.

## Réactions
En mars 2009, Richard Falk a commenté ainsi la décision israélienne : « Le blocus que subissait déjà depuis dix-huit mois la population de Gaza au moment où Israël a lancé ses attaques équivalait à une punition collective, en violation des articles 33 et 55 de la quatrième convention de Genève qui réglementent la conduite d’une puissance occupante vis-à-vis des populations civiles. Cette politique a été largement condamnée comme un crime contre l’humanité et un grave manquement au droit international humanitaire. Elle a provoqué de sérieuses déficiences nutritionnelles et des désordres psychiques au sein de la population, la rendant particulièrement vulnérable à l’opération Plomb durci ».
Pour Noam Chomsky, les Palestiniens sont punis par Israël et les États-Unis pour avoir commis « un crime véritablement abominable : [avoir] voté « de la mauvaise manière » au cours d'une élection libre ».
Le rapport Palmer, publié au mois de juillet 2011, justifie le blocus. Son article 71 mentionne qu'Israël « a fait face et continue de faire face à une menace réelle pour sa sécurité » du fait d'attaques des organisations islamistes de Gaza depuis 2001 et que « plus de 5000 roquettes, missiles et obus de mortiers ont été tirés entre 2005 et janvier 2009 ». La commission a considéré par conséquent qu'il « semble assez évident que faire cesser ces actes de violence était une mesure nécessaire qu’Israël devait prendre afin de se défendre et protéger sa population ». Les conclusions du rapports ont soulevé la controverse et ont été contestées par des experts de l'ONU : « En se prononçant sur la légalité du blocus, le rapport Palmer ne reconnaît pas le blocus maritime comme une partie intégrale de la politique de fermeture d'Israël envers Gaza qui a un impact disproportionné sur les droits humains des civils ». Ces experts ont estimé que « les Gazaouis ont le droit de bénéficier d'un accès à la nourriture, à l'eau et aux services de santé ». Selon le groupe d'experts, 35 % des terres arables et 85 % des zones de pêches sont totalement ou partiellement inaccessibles à cause des mesures militaires israéliennes. Les deux-tiers des ménages de Gaza sont dans l'insécurité alimentaire et le système de santé s'est détérioré à cause du blocus.
Le 14 novembre 2011, en réponse à la demande de levée du blocus par la France, Avigdor Lieberman déclare à des députés israéliens qu'il n'a « pas d'objection à lever le blocus demain du moment qu'il y a une force pour inspecter tout ce qui entre dans la bande de Gaza et empêcher l'activité terroriste ». Il aurait dit à Alain Juppé en visite en Israël en juin 2011 : « Au lieu que nous le fassions nous-mêmes, envoyez la Légion étrangère française » puis de rajouter « N'envoyez pas des filles avec des branches d'olivier », faisant référence à une des flottilles d'activistes français ayant tenté de relier Gaza malgré le blocus.
Pour Richard Kozul-Wright, l'un des dirigeants de la Conférence des Nations unies sur le commerce et le développement (Cnuced), « c'est réellement choquant au XXIe siècle que deux millions de personnes puissent être laissées dans de telles conditions. […] Selon l'analyse des scénarios, si les tendances d'avant 2007 s'étaient poursuivies, le taux de pauvreté à Gaza aurait pu être de 15 % en 2017 au lieu de 56 % ».

## Flottille pour Gaza
Le 2 juin 2010, dans la foulée de l'abordage de la flottille pour Gaza qui a tenté de briser le blocus, le secrétaire général des Nations unies Ban Ki-moon a demandé à Israël de « lever immédiatement » ce blocus qui est « contre-productif, intenable et immoral ». Le journaliste Alain Gresh déclare sur son blog qu'« il y a quelques années, le premier ministre israélien Itzhak Rabin confessait que son rêve était de voir sombrer Gaza dans la Méditerranée. En 2010, cet espoir est en train de devenir réalité. Malgré les condamnations de l’opinion internationale, ce territoire semble destiné à poursuivre sa mort lente ». Le conseil des Global Elders, dont fait partie Nelson Mandela, condamne comme « complètement inexcusable » cet abordage par l'armée israélienne qui a fait plusieurs morts parmi les militants le 31 mai 2010 et demande la fin du blocus de Gaza, rappelant que la moitié de son million et demi d'habitants a moins de 18 ans et que le blocus est « internationalement illégal et contre-productif car favorisant les extrémistes ». Selon le Comité international de la Croix-Rouge, « pour sortir le million et demi de Gazaouis de la situation précaire dans laquelle ils se trouvent, l’assistance humanitaire à elle seule ne suffit pas. La seule solution durable consiste à lever le blocus ». À la suite de cet événement un allègement du blocus est consenti par Israël et tous les biens de consommation peuvent entrer librement : produits alimentaires, parfums de marque, matériel électronique. La conséquence directe en est la construction l'inauguration des premiers centres commerciaux de Gaza en juillet 2010 puis en juillet 2011.
Le 2 septembre 2011, le rapport Palmer qui conclut l’enquête sur l'abordage de la flottille menée à la demande du secrétaire général des Nations unies, Ban Ki-moon, qui avait demandé un rapport le 2 août 2010, estime que le blocus de la bande de Gaza par Israël est légal mais que « la décision d'Israël de prendre le contrôle des bateaux avec une telle force à grande distance de la zone du blocus et sans mise en garde préalable était excessive et déraisonnable »,,,.